# Блестящ барбус
Блестящият барбус (Barbonymus schwanenfeldii) е вид лъчеперка от семейство Шаранови (Cyprinidae). Видът не е застрашен от изчезване.

## Разпространение
Разпространен е в Бруней, Виетнам, Индонезия (Калимантан и Суматра), Камбоджа, Лаос, Малайзия (Западна Малайзия, Сабах и Саравак), Сингапур и Тайланд. Внесен е в Испания, Португалия и САЩ (Флорида).

## Описание
На дължина достигат до 35 cm.